# Erste Schlacht am Silarus
Saguntum – Lilybaeum II – Rhone – Ticinus – Trebia – Cissa – Trasimenischer See – Ager Falernus – Geronium – Cannae – Nola I – Nola II – Ibera – Cornus – Nola III – Beneventum I – Syrakus – Tarentum I – Capua I – Beneventum II – Silarus – Herdonia I – Obere Baetis – Capua II – Herdonia II – Numistro – Asculum – Tarentum II – Neu Karthago – Baecula – Grumentum – Metaurus – Ilipa – Crotona – Große Felder – Cirta – Zama
Die Schlacht am Silarus war eine Schlacht des Zweiten Punischen Krieges, die 212 v. Chr. zwischen Römern und Karthagern ausgefochten wurde.
Dem karthagischen Feldherrn Hannibal war es gelungen, die Belagerung von Capua durch die beiden römischen Konsuln des Jahres, Quintus Fulvius Flaccus und Appius Claudius Pulcher, zeitweilig zu beenden. Fulvius zog Richtung Cumae ab, Claudius nach Lukanien. Zu diesem Zeitpunkt konnte der Zenturio Marcus Centenius Paenula vom römischen Senat das Kommando über eine Streitmacht von 8.000 Mann erlangen, die durch Freiwillige noch einmal fast verdoppelt wurde. Centenius versprach, durch seine Ortskenntnisse Kampaniens Hannibal zu schlagen, doch war er laut Titus Livius zwar ein tapferer Soldat, aber kein Feldherr.
Centenius traf am Fluss Silarus, dem heutigen Sele, auf das Heer Hannibals, der die Verfolgung des inzwischen nach Capua zurückgekehrten Claudius eingestellt hatte. Es kam zur Schlacht, bei der die römischen Truppen eine völlige Niederlage erlitten. Centenius suchte den Tod in der Schlacht, von seinen Streitkräften entkamen lediglich etwa 1.000 Mann.